# Spliethoff A-Typ
Der Spliethoff A-Typ der in Amsterdam ansässigen Reederei Spliethoff ist eine zwölf Mehrzweckschiffe umfassende Schiffsklasse. Die zwischen 1989 und 1992 erbauten Schiffe stellen die zurzeit ältesten Schiffe der Flotte dar.

## Einzelheiten
Die knapp 130 Meter langen Mehrzweckfrachter weisen eine Tragfähigkeit von circa 12.900 dwt bei 8,63 Meter Tiefgang auf. Der 4950 kW leistende Wärtsilä Schiffsdiesel beschleunigt die Schiffe auf maximal 13,5 Knoten. Dabei liegt der Verbrauch pro Seetag bei circa 18 Tonnen HFO. Die Schiffe sind mit jeweils drei 40 Tonnen SWL hebenden Kränen von NMF ausgestattet. Dies erlaubt Lade- und Löschoperationen auch in Häfen ohne entsprechende Suprastruktur. In dem 14.870 m³ großen Laderaum können durch das verstärkte Tanktop (maximale Belastung 20 Tonnen/m²) auch schwere Ladungsstücke untergebracht werden. Auf den Schiffen können jeweils 678 TEU untergebracht werden.
Der Schiffstyp ist von Lloyd’s Register klassifiziert und kann dank der Eisklasse Finnish/Swedish 1A auch im Eis operieren.

## Die Schiffe
| Bauname         | Bauwerft/ Baunummer            | IMO- Nummer | Indienst- stellung | Umbenennungen und Verbleib                                                                                            |
| --------------- | ------------------------------ | ----------- | ------------------ | --- |
| Achtergracht    | Van der Giessen-de Noord / 953 | 8821802     | 1990               | 2011: Tasman Star, 2013: Achtergracht, 2016: Tiksy, in Fahrt                                                          |
| Admiralengracht | Tille Scheepsbouw / 270        | 8811924     | 1990               | 2017: Sergey Gavrilov, in Fahrt                                                                                       |
| Amstelgracht    | Van der Giessen-de Noord / 954 | 8821814     | 1990               | 2013: Bright Spark, 2022: Ocean Force, in Fahrt                                                                       |
| Anjeliersgracht | Van der Giessen-de Noord / 955 | 8821797     | 1990               | 2017: Taimyr, in Fahrt                                                                                                |
| Archangelgracht | Tille Scheepsbouw / 272        | 8811948     | 1990               | 2013 Totalverlust, Chan, ab 25. Februar 2014 abgebrochen in Chittagong                                                |
| Artisgracht     | Tille Scheepsbouw / 271        | 8811936     | 1990               | 2016: Yuriy Tarapurov , in Fahrt                                                                                      |
| Alexandergracht | Tille Scheepsbouw / 273        | 8811950     | 1991               | 2016: Georgy Sedov, in Fahrt                                                                                          |
| Ankergracht     | Tille Scheepsbouw / 281        | 9014872     | 1991               | 2012: Tasman Sky; 2013: Annkergracht, 2016: Tambey, in Fahrt                                                          |
| Apollogracht    | Tille Scheepsbouw / 283        | 9014896     | 1991               | 2016: Nikifor Begichev, in Fahrt                                                                                      |
| Atlasgracht     | Tille Scheepsbouw / 282        | 9014884     | 1991               | 2012: Atlas, 2012: Vladimir Myasnikov, in Fahrt                                                                       |
| Alblasgracht    | IHC Holland / 1196             | 9013878     | 1991               | 2011: Alblas, 2011: Radik Bashirov, in Fahrt                                                                          |
| Aalsmeergracht  | IHC Holland / 1198             | 9044748     | 1992               | 2011: Tasman Spirit, 2012: Aalsmeergracht, 2013: Tasman Bay, 2013: Aalsmeergracht, 2016: Grigoriy Shelikhov, in Fahrt |